# فرودگاه لید
فرودگاه لید (به انگلیسی: Lydd Airport) یک فرودگاه همگانی حمل و نقل با کد یاتا LYX است که یک باند فرود آسفالت دارد و طول باند آن ۱۵۰۵ متر است. این فرودگاه در کشور انگلستان قرار دارد و در ارتفاع ۴ متری از سطح دریا واقع شده‌است.

## شرکت‌های هواپیمایی و مقصدهای پروازی

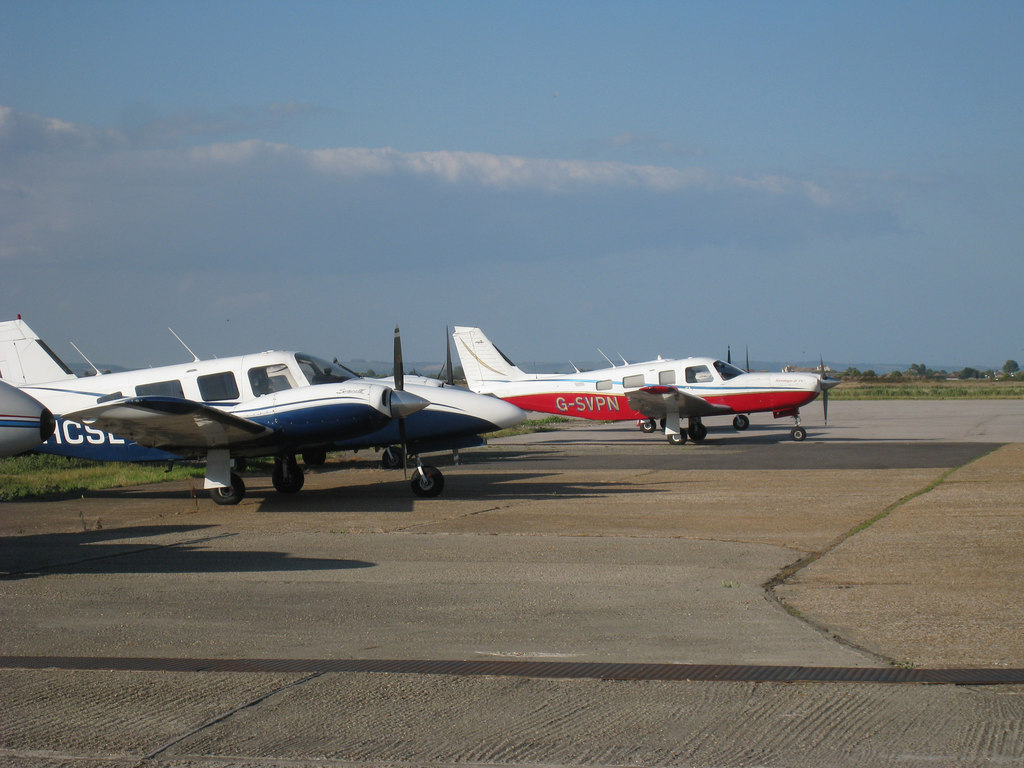
Aircraft at Lydd in 2010

| شرکت‌های هواپیمایی | مقصدهای پروازی         |
| ----------------- | ---------------------- |
| لیدایر            | له توکوئه - کوت دوپاله |